# Březová nad Svitavou (nádraží)
Březová nad Svitavou je železniční stanice v jižní části města Březová nad Svitavou v okrese Svitavy v Pardubickém kraji při řece Svitavě. Leží na dvojkolejné trati Brno – Česká Třebová. Stanice je elektrifikovaná (25 kV 50 Hz AC). V Březové se dále nachází železniční zastávka Březová nad Svitavou-Dlouhá.

## Historie
Stanice byla vybudována jakožto součást Severní státní dráhy spojující primárně tratě v majetku společnosti procházející Brnem a Českou Třebovou. Práce započaly roku 1843 ve směru od Brna v Obřanech, hlavním projektantem trati se stal inženýr Hermenegild von Francesconi. Práce zajišťovala brněnská stavební firma bratří Kleinů, která po určitou dobu měla svou kancelář v domě rodiny Blodigů ve Svitavách. První vlak dorazil na místní nádraží 1. ledna 1849, roku 1869 byla zdvoukolejněna. V prostoru nádraží je dochována původní budova nádraží, jejímž autorem je pravděpodobně vrchní architekt inženýr Anton Jüngling.
Roku 1854 byla trať privatisována a provozovatelem se stala Rakouská společnost státní dráhy (StEG). Roku 1909 byla StEG zestátněna a provozovatelem se staly Císařsko-královské státní dráhy (kkStB), po vzniku samostatného Československa přešla stanice pod Československé státní dráhy
K dokončení elektrifikace úseku Česká Třebová – Brno došlo až v 90. letech 20. století, pravidelný provoz elektrických souprav zde byl zahájen v roce 1999.

## Popis
Stanicí prochází První železniční koridor, leží na trase 4. Panevropského železničního koridoru. V letech 1992–1998 prošel celý traťový úsek rekonstrukcí, nachází se zde tři nekrytá nástupiště, ke kterým se přichází přechody přes kolejiště (2019).